# Ptolemaeus van Cyprus
Ptolemaeus van Cyprus was van 80 v.Chr. tot 58 v.Chr. koning van Cyprus.
Hij was een zoon van Ptolemaeus IX bij een concubine of Cleopatra IV. Hij werd waarschijnlijk geboren laat in het jaar 116, of misschien rond 96. Hij schijnt echter in 103 v.Chr. naar Kos te zijn gestuurd, waar hij door Mithridates VI van Pontus in de zomer van 88 v.Chr. werd gevangengenomen. Hij zou zich aan het hof van Mithridates samen met zijn broer Ptolemaeus XII verloven met een van diens dochters: ofwel Mithridatis ofwel Nyssa.
Toen hij in 80 v.Chr. samen met Ptolemaeus XII terugkeerde naar Alexandrië, werd hij aangesteld als koning van Cyprus, een gebied dat altijd al door gouverneurs (strategos) was bestuurd die de hoogste ambtenaar in het Ptolemaeënrijk waren.
In 89 v.Chr. liet Publius Clodius Pulcher, tribunus plebis, een lex Clodia de Cypro goedkeuren die de omvorming van Cyprus tot een provincia en de confiscatie van de koninklijke goederen inhield, omdat hij vond dat Ptolemaeus niet genoeg moeite had gedaan om hem te helpen toen hij gevangen was genomen door piraten. Men stuurde daarop Marcus Porcius Cato Uticensis minor uit om Cyprus om te vormen tot provincia. Deze bood Ptolemaeus aan om de functie als hogepriester van Aphrodite in Paphos als compensatie voor het verlies van zijn koningschap te aanvaarden, maar de vernedering was te groot en Ptolemaeus pleegde zelfmoord door middel van gif in 58 v.Chr.

## Voetnoten
1. ↑  Cicero, De Domo Sua 20.
2. 1 2  Iustinus, Epit. Trogus Prol. XL.
3. ↑  Voor de hypothese dat Cleopatra IV zijn moeder zou zijn, zie C.J. Bennett, Cleopatra V Tryphæna and the Genealogy of the Later Ptolemies, in Anc. Soc. 28 (1997), p. 39.
4. ↑  Zie hiervoor C.J. Bennett, in Anc. Soc. 28 (1997), p. 39.
5. ↑  Flavius Josephus, Antiquitates Judaicae XIII 13.1, Appianus, Mith. IV 23.
6. ↑  Appianus, Mith. XVI 111; zie ook C.J. Bennett, art. Ptolemy XII, in Egyptian Royal Genealogy, 2002-2006 (voetnoot 11).
7. ↑  Cassius Dio, XXXVIII 30.5; Strabo, XIV 684; Appianus, Bel. Civ. II 23.
8. ↑  Plutarchus, Cato minor 35.1.
9. ↑  Plutarchus, Cato minor 36.1.
10. ↑  Livius, Periochae CIV 6.